# Emil Hilb
Emil Hilb (Stoccarda, 26 aprile 1882 – Würzburg, 6 agosto 1929) è stato un matematico tedesco.
Lavorò nei campi delle funzioni speciali, delle equazioni differenziali e delle equazioni alle differenze. Fu uno degli autori della Enzyklopädie der mathematischen Wissenschaften (Enciclopedia delle scienze matematiche), contribuendo ai temi delle serie trigonometriche e delle equazioni differenziali. Scrisse anche un libro sulle funzioni di Lamé.
Hilb ottenne il suo dottorato di ricerca nel 1903 sotto la supervisione di Ferdinand von Lindemann. Lavorò come insegnante di matematica alle superiori ad Augusta fino al 1906, quando Max Noether lo assunse come assistente; nel 1908 trovò una posizione come docente all'Università di Erlangen. Successivamente fu professore presso l'Università di Würzburg nel 1909. I suoi studenti di Würzberg includevano Richard Bär, che in seguito divenne un eminente fisico sperimentale, Otto Haupt, e Axel Schur.

## Pubblicazioni
- Beiträge zur theorie der lame'schen Funktionen, München, 1903
- Über Integraldarstellungen willkürlicher Funktionen, Teubner, 1908
- Enzyklopädie der mathematischen Wissenschaften (Encyclopedia of the Mathematical Sciences), second volume, edited by H. Burkhardt, W. Wirtinger, R. Fricke, and E. Hilb – downloadable pdf files from the University of Göttingen